# 柔性显示器
柔性显示器（英語：Flexible display, rollable display, foldable display）是一种可以像卷轴一样进行活动的显示屏。这种新技术涉及了电子纸(E-ink)、有机发光二极管(OLED)甚至用於智能手機、旋转球(Gyricon)和電子顯示器。
E Ink公司研发出了了电子纸技术。2006年的国际消费电子展上，飞利浦展示了一块柔性显示器的原型，它能够在没有电的情况下将图像保持数月的时间。到2007年，飞利浦Polymer Vision希望开发一块5英寸（130毫米）的320乘以230像素分辨率的柔性显示器。
已经有一些产品进行过展示。用电子纸制造的电子腕表可能将是市场上首种商用的柔性显示器应用。

## 三星的“Youm”手机
在2013年1月，三星集团（Samsung）在拉斯维加斯消费电子展（CES）发表主题演讲时展示了他们的未命名品牌的新产品。在加州圣何塞三星显示器实验室高级副总裁布赖恩·伯克利，宣布开发柔性显示器。他说：“这项技术将让公司的合作伙伴，可弯曲，可卷曲，可折叠显示器”，在他的演讲中他演示了如何新的手机可以是卷曲和灵活的。三星正式发布了他们的第一个柔性的手机名为“Youm”。“Youm”有弯曲的显示屏幕，这款采用有机发光半导体（OLED）屏幕的手机给人比传统液晶显示器更深的黑色和更好的电源效率下较高的整体的对比度。另外这款手机具有可卷曲显示器的优势，它比液晶显示器更轻，更薄，更长的耐用性。
三星并没有给出推出“Youm”到市场上的一个具体的日期。然而，三星表示“Youm”面板将会在很短的时间内在市场上看到，将在2013年开始生产。
经管三星Youm最终未能投产，但原Youm的设计最终演变成Galaxy Note Edge，Galaxy S6/S7 edge，Galaxy Note 7/FE/8/9和Galaxy S8/8+/9/9+的曲屏设计。